# Florine Langweil

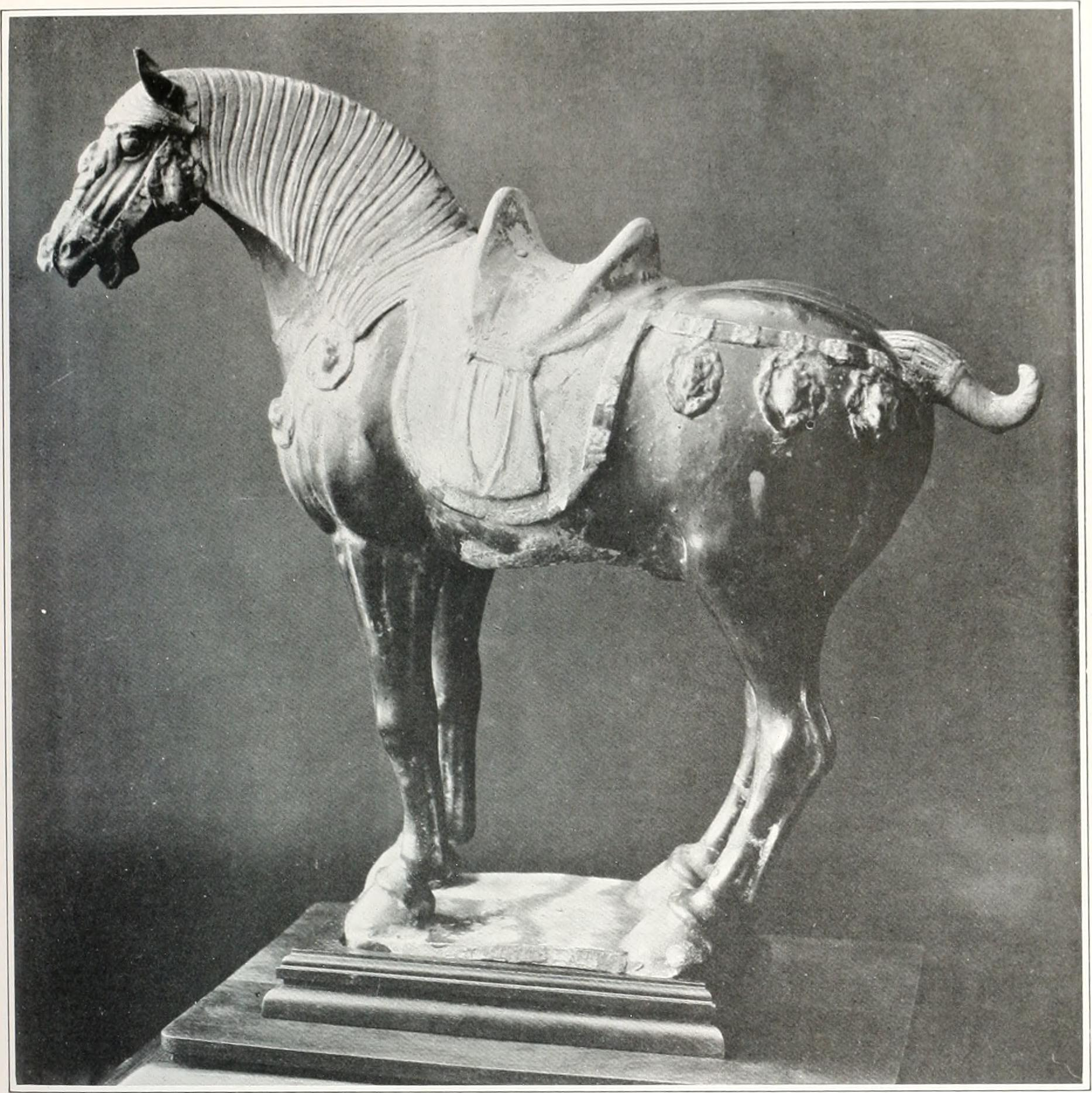
Bronzepferd bei Florentine Langweil erworben

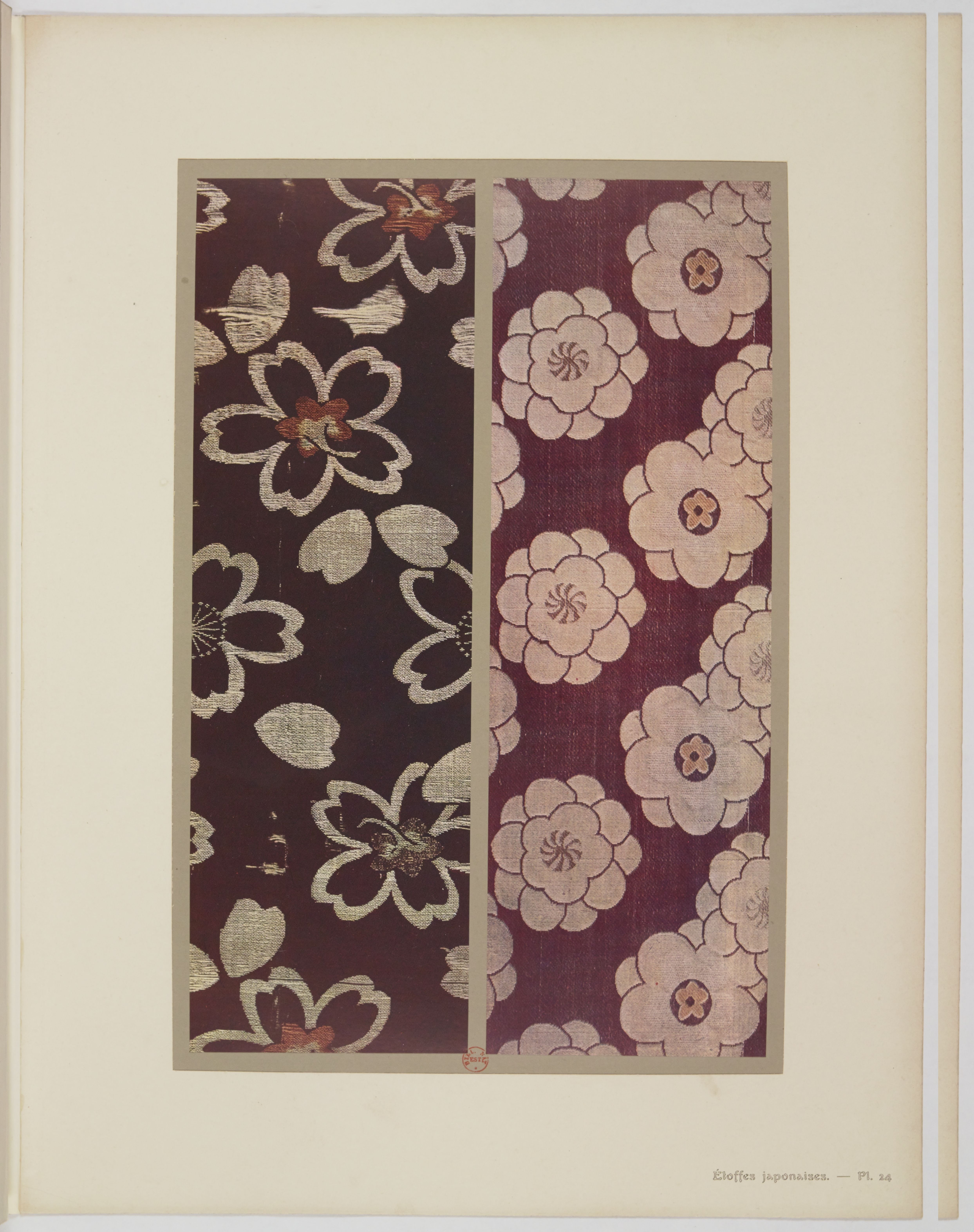
Typische japanische Seidenstickerei aus der Sammlung von Henri Rivière

Florine Langweil, geborene Ebstein (geb. 10. September 1861 in Wintzenheim; gest. 28. Dezember 1958 in Paris), war eine französische Kunsthändlerin und Sammlerin.

## Biographie
Florine Ebstein stammte aus einer armen, jüdischen Gastwirtsfamilie. Nach dem Tod ihrer Eltern 1881 ging sie nach Paris und lebte dort zuerst bei einer Cousine, die ein elsässisches Spezialitätengeschäft betrieb. In Paris lernte sie auch ihren 25 Jahre älteren späteren Ehemann Charles Langweil kennen, der Antiquitätenhändler war und aus Böhmen stammte. Diesen heiratete sie 1885 und bekam zwei Töchter, Berthe und Lily. Obwohl er ihr ein Leben in Wohlstand versprochen hatte, verließ er 1893 seine Familie.
Daraufhin stellte sie das Sortiment des schlecht laufenden Antiquitätengeschäfts auf fernöstliche Kunst aus China und Japan um. Der Japonismus war zu dieser Zeit auf seinem Zenit. Das Aufsehen und der Erfolg waren groß und berühmte Persönlichkeiten gehörten zu ihrer Kundschaft. Hier lernte sie auch Henri Rivière kennen, der zu einem guten Freund der Familie werden sollte.
Die Geschäfte führten sie in die Provinz, aber auch nach London und sie vertraute ihre Töchter oft einer Gouvernante an. Nach 10 Jahren, im Jahre 1903, konnte sie es sich erlauben, an gehobener Adresse ein Ladengeschäft zu kaufen und zu eröffnen. Arsène Alexandre, Generalinspekteur der französischen Museen, schrieb zur Eröffnung: Es kommt einem gar nicht wie ein Geschäft vor, sondern wie ein Haus aus 1000 und einer Nacht, mit einer magischen und weltläufigen Gastgeberin. Florentine Langweil war auch als Expertin für fernöstliche Kunst geschätzt und trat mit ihrer Expertise in mehreren Publikationen in Erscheinung.
Bereits weitere 10 Jahre später, nämlich 1913 – Florine Langweil war inzwischen sehr vermögend –, zog sie sich aus dem Geschäft zurück. Wiederum Arsène Alexandre titelte auf der ersten Seite des Figaro: Ende eines Kunsttraumes. Langweil kaufte sich ein ehemaliges Hotel, in dem sie ihre Kunstsammlung unterbringen konnte, und sollte darin, nur unterbrochen durch den Zweiten Weltkrieg, bis zu ihrem Lebensende wohnen.
Florine Langweil war ihrer alten Heimat nach wie vor gewogen, wie sie auch mit den zurückgebliebenen Brüdern Kontakt pflegte. 1914 schenkte sie dem Unterlinden-Museum in Colmar vier Kisten mit fernöstlichen Kunstgegenständen. Der Erste Weltkrieg unterband jedoch weitere Zuwendungen nach Colmar. Sie gründete stattdessen ein Hilfswerk für Evakuierte. Außerdem nahm sie Kriegsverwundete zu Rekonvaleszenz in ihr Haus auf und schuf 28 Bettplätze. 1916 organisierte sie mit gleichem Zweck eine Ausstellung, in der Pariser Künstler sich der fernöstlichen Kunst nähern sollten. Bemerkenswert war ein Saal, der ganz und gar mit Blumenmotiven von Jacques-Émile Blanche ausstaffiert war.
Nach dem Krieg, im Jahre 1920, vermachte sie dem Colmarer Museum je ein Werk von Jacques-Émile Blanche, Henri Rivière, Léon Belly und Ary Scheffer. Für ihr Engagement wurde sie 1921 zum Ritter der Ehrenlegion ernannt. Da das Unterlinden-Museum so reichlich beschenkt worden war, wurde 1923 ein Langweil-Saal eingerichtet. 1929 wurde dann die ständig weiter gewachsene Sammlung von Jean-Jacques Waltz katalogisiert.
1923 stiftete Langweil zusammen mit Jean-Jacques Waltz den prix de francais en Alsace für Primarschulen, in denen die französische Sprache gefördert werden sollte. Über 1.700 elsässische Schulen bewarben sich um diese Auszeichnung, die bis zu Kriegsbeginn vergeben wurde. Schließlich wurde Langweil 1935 noch zum Offizier der Ehrenlegion befördert.
Zu Beginn des Zweiten Weltkriegs floh Langweil nach Toulouse, zusammen mit ihrer Tochter und ihrem Schwiegersohn André Noufflard. Anschließend kaufte sie einen Landsitz in der Dordogne, wo auch Henry Rivière die Kriegsjahre überstehen sollte. Dort musste sie sich als Jüdin vor der SS versteckt halten. Währenddessen wurde ein großer Teil ihrer Sammlung von deutschen Truppen beschlagnahmt und erst 1949 von der Commision de récupération artistique größtenteils zurückerstattet.
Der Nachlass Langweils wurde bis auf wenige Stücke, die an das Museum Unterlinden gingen, im Auktionshaus Hôtel Drouot versteigert.
Die Sammlung Langweil wird von Zeit zu Zeit, letztmals 2014, im Unterlinden in Colmar ausgestellt. In Wintzenheim ist eine Straße nach ihr benannt.